# Mussaenda philippica
Mussaenda philippica là một loài thực vật có hoa trong họ Thiến thảo. Loài này được A.Rich. mô tả khoa học đầu tiên năm 1830.

## Hình ảnh

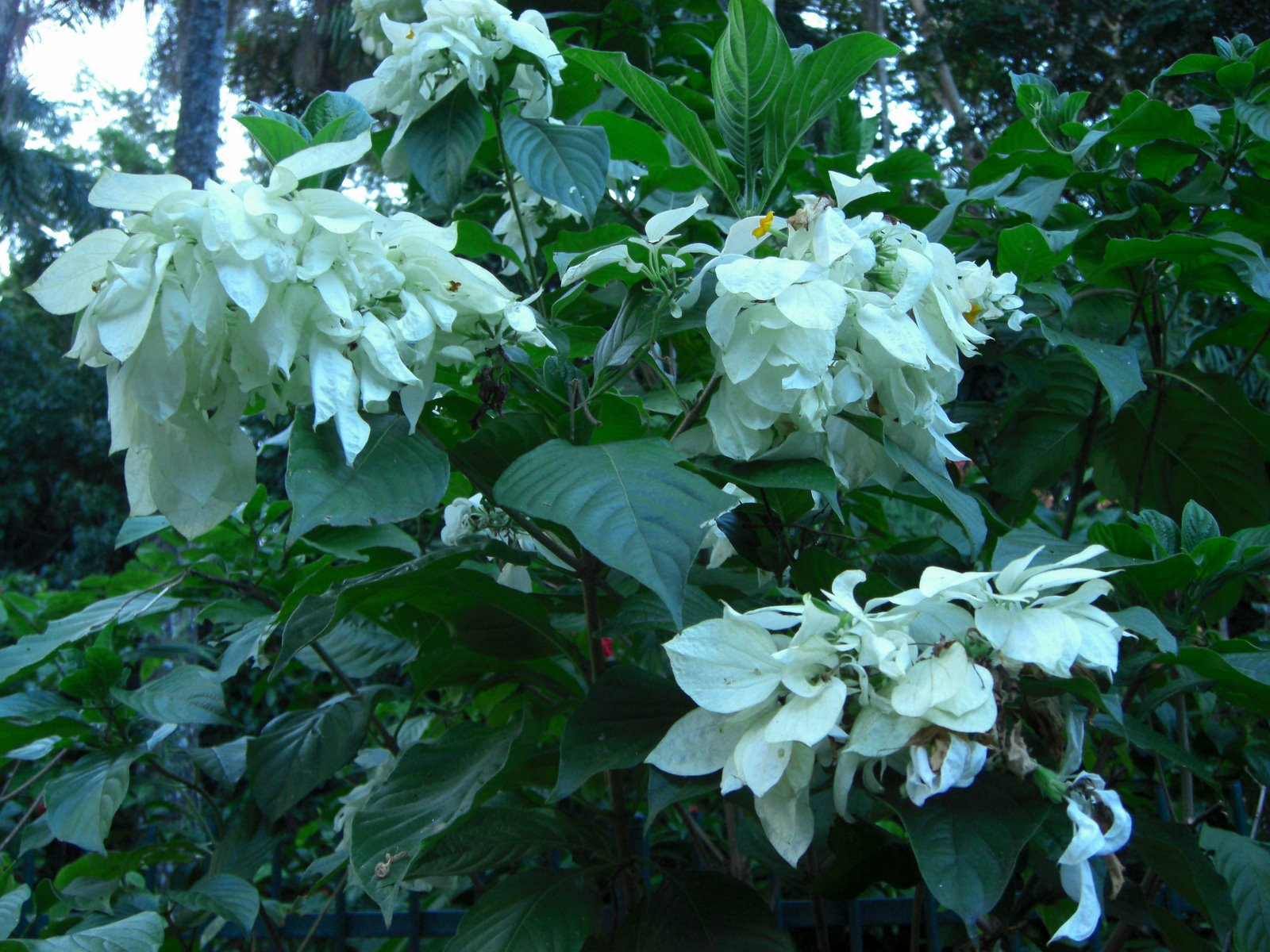
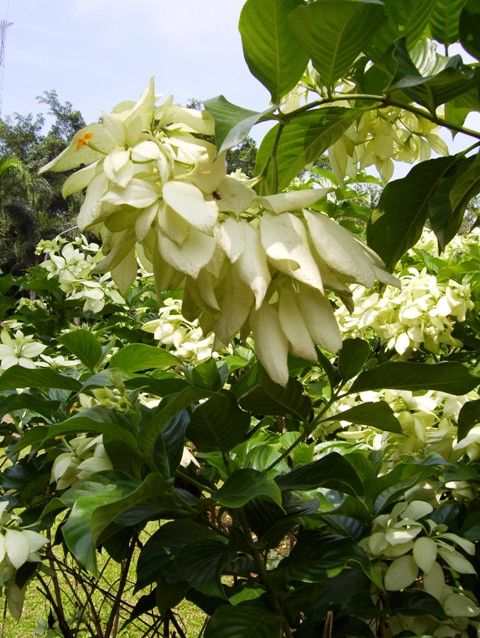
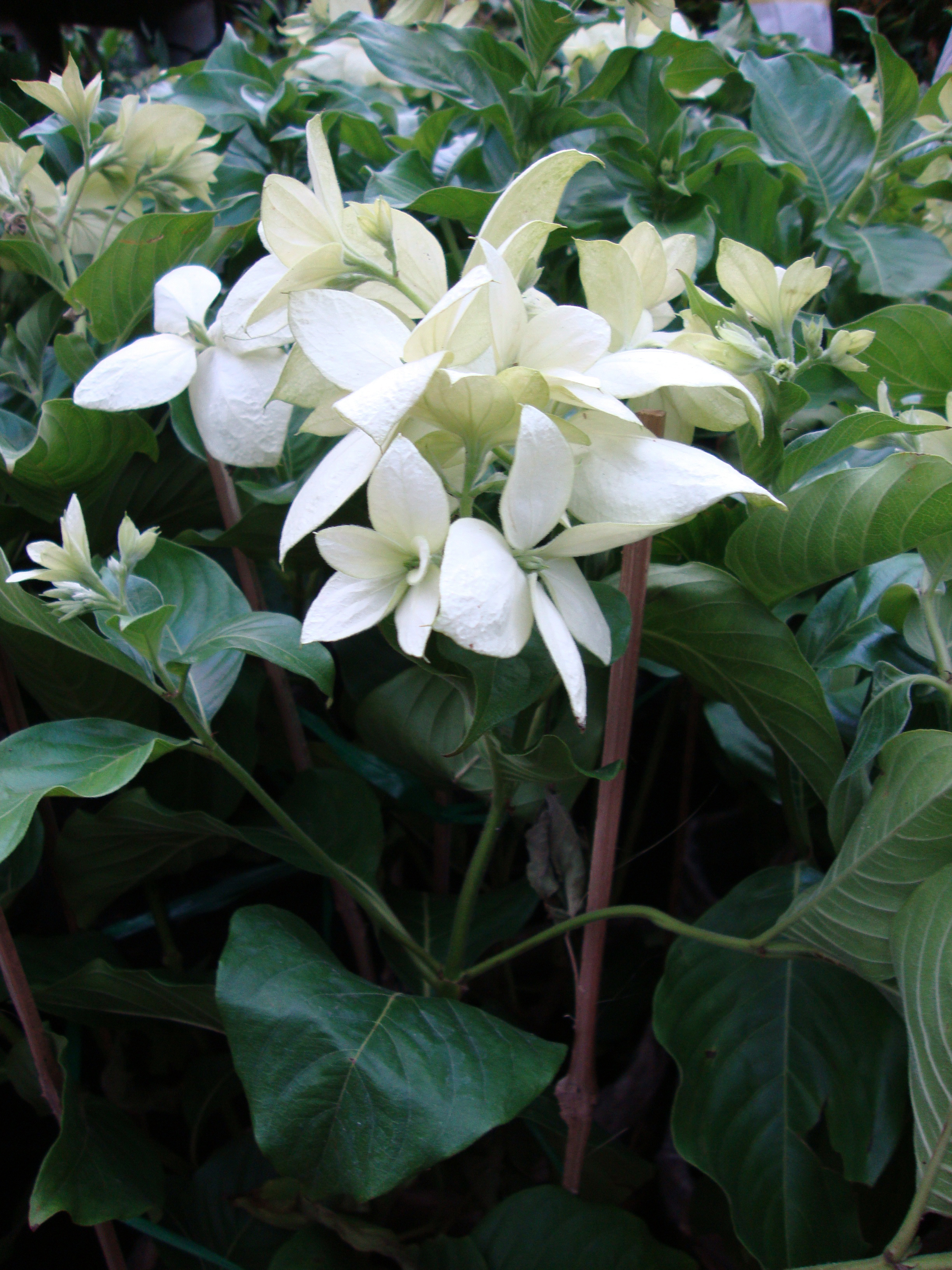
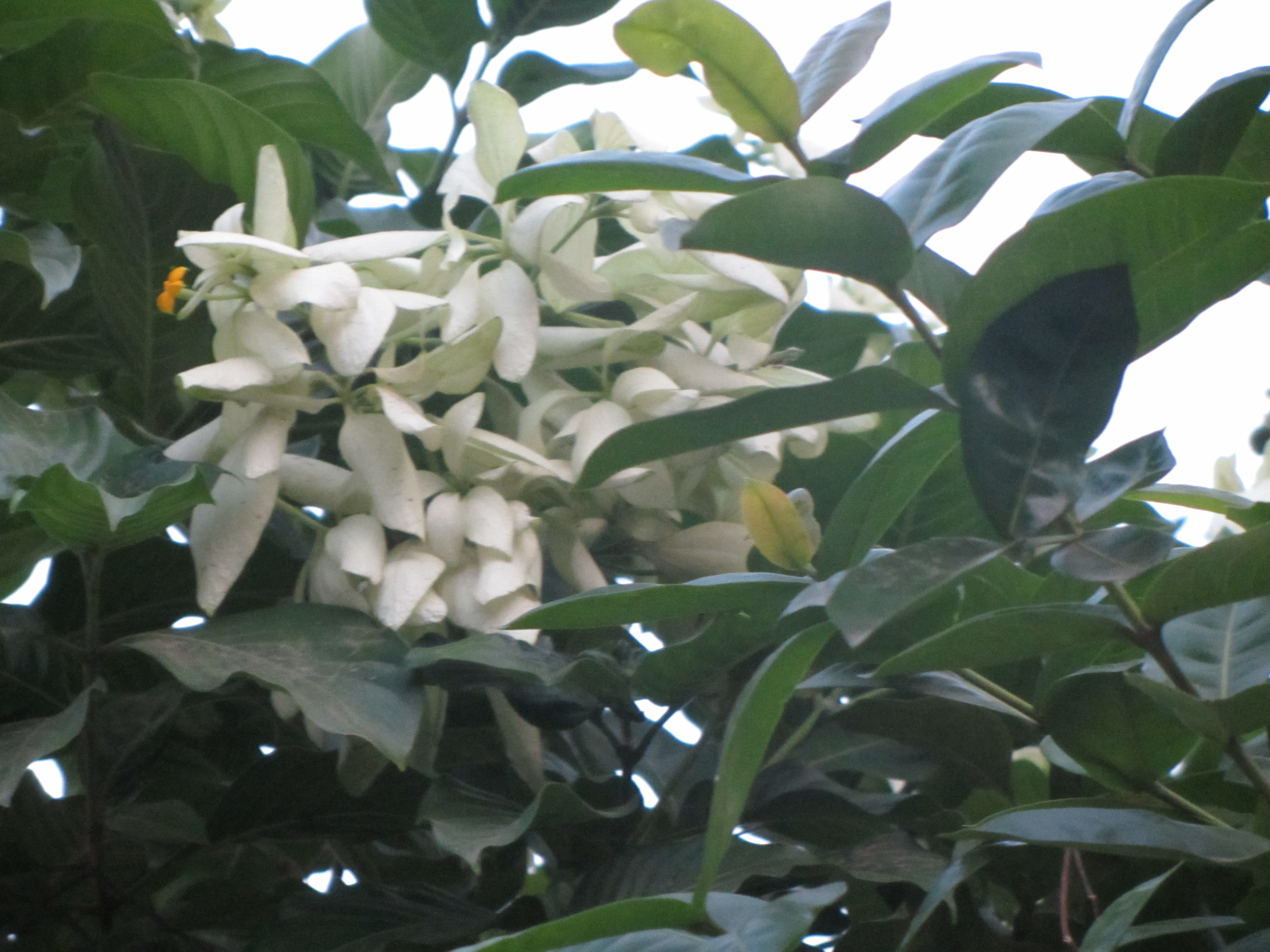